# Asambleas del Partido Republicano de 2012 en Maine
Las Asambleas del Partido Republicano de 2012 en Maine se llevaron a cabo entre 4 al 11 de febrero de 2012. Las Asambleas del Partido Republicano son unas asambleas cerradas que se hacen en diferentes localidades por todo el estado, con 24 delegados para elegir al candidato del partido Republicano para las elecciones presidenciales de Estados Unidos de 2012. En el estado de Maine estaban en disputa 24 delegados.

## Proceso
Al igual que la mayoría de las asambleas del Partido Republicano, hay dos componentes en las asambleas de Maine. En primer lugar, los delegados son elegidos de entre los asistentes. Estos delegados más tarde representan a los asambleístas en la convención estatal en mayo. Los candidatos suelen proporcionar listas de delegados a los votantes que están interesados en apoyarlos, y los votantes pueden también pedir a los delegados potenciales que apoyan al presidente. Un total de 3.867 delegados que fueron seleccionados a nivel estatal en 2008. Entonces, un sondeo de tanteo, llamada votación de preferencia presidencial, es tomada de los individuos en el salón. Los resultados de esta votación secreta, se transmiten a los medios de comunicación, que lo utilizan como una "prueba instantánea" de las opiniones de los republicanos de Maine. Aunque los medios de comunicación reportan los resultados de la votación, y asignan los delegados adecuadamente, es la convención estatal que determina quien en realidad va a la Convención Nacional Republicana. Incluso después de la convención estatal, todos los delegados siguen sin estar obligados a apoyar a ningún candidato.

## Elecciones

### Resultados
Resultados con el 83.7% de los precintos reportados
| Asambleas del partido Republicano de Maine de 2012 | Asambleas del partido Republicano de Maine de 2012 | Asambleas del partido Republicano de Maine de 2012 | Asambleas del partido Republicano de Maine de 2012 | Asambleas del partido Republicano de Maine de 2012 |
| Candidato                                          | Votos                                              | Porcentaje                                         | Delegados                                          | Delegados                                          |
| Candidato                                          | Votos                                              | Porcentaje                                         | AP                                                 | CNN                                                |
| -------------------------------------------------- | -------------------------------------------------- | -------------------------------------------------- | -------------------------------------------------- | -------------------------------------------------- |
| Mitt Romney                                        | 2,269                                              | 39.0%                                              | 11                                                 | 11                                                 |
| Ron Paul                                           | 2,030                                              | 34.9%                                              | 10                                                 | 7                                                  |
| Rick Santorum                                      | 1,052                                              | 18.1%                                              | 0                                                  | 3                                                  |
| Newt Gingrich                                      | 391                                                | 6.7%                                               | 0                                                  | 0                                                  |
| Otros                                              | 72                                                 | 1.2%                                               | 0                                                  | 0                                                  |
| Delegados no proyectados:                          | Delegados no proyectados:                          | Delegados no proyectados:                          | 3                                                  | 3                                                  |
| Total:                                             | 5,814                                              | 100.0%                                             | 24                                                 | 24                                                 |

### Convención
| Resultados de la Convención | Resultados de la Convención | Resultados de la Convención | Resultados de la Convención | Resultados de la Convención |
| Candidato                   | 1 lugar                     | 2 lugar                     | Estado                      | Total                       |
| --------------------------- | --------------------------- | --------------------------- | --------------------------- | --------------------------- |
| Ron Paul                    | 3                           |                             | 15                          | 18                          |
| Mitt Romney                 | 0                           |                             | 0                           | 0                           |
| Total                       | 3                           | 3                           | 15                          | 21                          |

La campaña de Romney decidió retar los resultados, argumentando que los votos no tuvieron lugar en un foro abierto.